# El principio del arca de Noé
El principio del arca de Noé (título original: Das Arche Noah Prinzip) es una película de Alemania Occidental de 1984 dirigida por Roland Emmerich y protagonizada por Richy Müller, Franz Buchrieser y Aviva Joel. Fue la primera película de Roland Emmerich.

## Argumento
En el futuro hay una enorme estación de investigación meteorológica que da vueltas a la Tierra. En esa estación el científico Max y Billy, el jefe técnico, están a cargo de las previsiones globales de tiempo y del control climático de esa estación.
Sin embargo la comunidad científica se da cuenta de que la cápsula se ve expuesta a una radiación incalculable y esa comunidad decide entonces, con aprobación de los políticos, hacerla volver. Adicionalmente, mientras un conflicto estalla en el Medio Este, la CIA decide explotar mientras tanto las ventajas de la estación para fines militares, cuya manipulación puede resultar en efectos climáticos devastadores en la Tierra. Finalmente, Max, sin el conocimiento de su compañero, decide sabotear entonces el ordenador de la nave.

## Reparto
| Actor            | Personaje            |
| ---------------- | -------------------- |
| Richy Müller     | Billy Hayes          |
| Franz Buchrieser | Max Marek            |
| Aviva Joel       | Eva Thompson         |
| Matthias Fuchs   | Felix Kronenberg     |
| Nikolas Lansky   | Gregor Vandenburg    |
| Matthias Heller  | Guardia de seguridad |

## Producción
Cuando tenía que hacer su película final en la Universidad de Televisión y Cine de Múnich, Roland Emmerich creó esta película. Al principio tenía el deber de gastar al menos 20 000 DM para hacer una. Sin embargo él, al final, consiguió para su filme 1 200 000 DM., el cual utilizó de forma óptima, mostrando así su disposición a pensar en grande, lo que le llevó a largo plazo también a Hollywood.
Una vez preparado todo, se rodó la película en una fábrica de lavadoras en desuso en Maichingen, un distrito de Sindelfingen en Baden-Wurtemberg, Alemania.

## Recepción
La película tuvo un gran éxito en Alemania. Eso causó a que también se vendiese el filme en más de 20 países. También cabe destacar, que participó en la competición de la Berlinale de 1984, donde celebró su estreno mundial. Finalmente, gracias a la película, Emmerich recibió el apodo "Spielbergle von Sindelfingen" (traducido: Spielbergle (Spielberg en diminutivo) de Sindelfingen).
En el presente, la película ha sido valorado en portales cinematográficos. En IMDb, por ejemplo, con aproximadamente 1100 votos registrados, la película obtiene una media ponderada de 4,9 sobre 10. En cuanto a Rotten Tomatoes, los más de 100 votos registrados allí le dieron una valoración media de 2,2 de 5. También cabe destacar, que en La Vanguardia el 47 % de los usuarios registrados en ese periódico le dan una valoración positiva.